# Daniel Yéboah
Daniel Yéboah Tétchi (Dabou, Costa de Marfil, 13 de noviembre de 1984) es un futbolista marfileño que juega como guardameta en el Williamsville AC de la Primera División de Costa de Marfil.

## Selección nacional
Ha sido internacional con la selección de fútbol de Costa de Marfil en 10 ocasiones.

### Participaciones en Copas del Mundo
| Mundial                               | Sede                   | Resultado        |
| ------------------------------------- | ---------------------- | ---------------- |
| Copa Mundial de Fútbol Sub-20 de 2003 | Emiratos Árabes Unidos | Octavos de final |
| Copa Mundial de Fútbol de 2010        | Sudáfrica              | Fase de grupos   |

### Participaciones en Copas Africanas
| Copa                           | Sede                    | Resultado        |
| ------------------------------ | ----------------------- | ---------------- |
| Copa Africana de Naciones 2012 | Gabón Guinea Ecuatorial | Subcampeón       |
| Copa Africana de Naciones 2013 | Sudáfrica               | Cuartos de final |

### Participaciones en Campeonatos Africanos
| Copa                                    | Sede  | Resultado      |
| --------------------------------------- | ----- | -------------- |
| Campeonato Africano de Naciones de 2011 | Sudán | Fase de grupos |

## Clubes
| Club                            | País            | Año       |
| ------------------------------- | --------------- | --------- |
| SC Bastia B                     | Francia         | 2000-2005 |
| → Villemomble Sports (cedido)   | Francia         | 2004-2005 |
| → Villemomble Sports            | Francia         | 2005-2008 |
| → US Créteil-Lusitanos (cedido) | Francia         | 2006-2007 |
| ASEC Mimosas                    | Costa de Marfil | 2008-2012 |
| Dijon II                        | Francia         | 2012-2014 |
| KSV Oostkamp                    | Bélgica         | 2016      |
| Azam FC                         | Tanzania        | 2016-2017 |
| ISCA                            | Costa de Marfil | 2019      |
| Williamsville AC                | Costa de Marfil | 2019-     |

## Palmarés

### Campeonatos nacionales
| Título                       | Club         | País            | Año  |
| ---------------------------- | ------------ | --------------- | ---- |
| Supercopa de Costa de Marfil | ASEC Mimosas | Costa de Marfil | 2008 |
| Copa de Costa de Marfil      | ASEC Mimosas | Costa de Marfil | 2008 |
| Ligue 1                      | ASEC Mimosas | Costa de Marfil | 2009 |
| Supercopa de Costa de Marfil | ASEC Mimosas | Costa de Marfil | 2009 |
| Ligue 1                      | ASEC Mimosas | Costa de Marfil | 2010 |
| Copa de Costa de Marfil      | ASEC Mimosas | Costa de Marfil | 2011 |
| Copa Mapinduzi               | Azam FC      | Tanzania        | 2017 |